# Sicyopterus laticeps
Sicyopterus laticeps är en fiskart som först beskrevs av Valenciennes, 1837.  Sicyopterus laticeps ingår i släktet Sicyopterus och familjen smörbultsfiskar. Inga underarter finns listade i Catalogue of Life.